# Wiktorija Olech
Wiktorija Wiktoriwna Olech (ukrainisch Вікторія Вікторівна Олех; * 2. Oktober 1993 in Konotop) ist eine ukrainische Skilangläuferin.

## Werdegang
Olech startete im Januar 2011 in Charkiw erstmals im Eastern Europe Cup und errang dabei den zehnten Platz über 10 km klassisch und zweimal den 11. Platz im Sprint. Im selben Monat belegte sie bei den Junioren-Skiweltmeisterschaften in Otepää den 69. Platz über 5 km Freistil, den 64. Rang im Skiathlon und den 15. Platz mit der Staffel. Beim nachfolgenden Europäischen Olympischen Winter-Jugendfestival in Liberec lief sie auf den 42. Platz über 5 km Freistil, auf den 38. Rang im Sprint und auf den 36. Platz über 7,5 km klassisch. Bei den Junioren-Skiweltmeisterschaften 2012 in Erzurum kam sie auf den 60. Platz im Sprint, auf den 58. Rang über 5 km klassisch und auf den 54. Platz im Skiathlon. Ihre besten Resultate bei den Junioren-Skiweltmeisterschaften 2013 in Liberec waren der 56. Platz im Skiathlon und der 12. Rang mit der Staffel. Bei der Winter-Universiade im Dezember 2013 in Lago di Tesero belegte sie den 51. Platz im Skiathlon, den 45. Rang über 5 km Freistil und den 43. Platz im Sprint. Ihre besten Ergebnisse bei der Winter-Universiade 2015 in Štrbské Pleso waren der 25. Platz über 5 km klassisch sowie der sechste Rang mit der Staffel und bei der Winter-Universiade 2017 in Almaty der 21. Platz im Sprint sowie der fünfte Rang mit der Staffel. Bei den Nordischen Skiweltmeisterschaften 2019 in Seefeld in Tirol belegte sie den 74. Platz im Sprint, den 70. Rang über 10 km klassisch sowie den 47. Platz im Skiathlon. Zudem errang sie dort den 17. Platz in der Staffel.
In der Saison 2020/21 gab Olech in Lahti ihr Debüt im Weltcup, welches sie auf dem 49. Platz im Skiathlon beendete. Tags darauf holte sie dort mit dem 11. Platz in der Staffel ihre ersten Weltcuppunkte. Beim Saisonhöhepunkt, den nordischen Skiweltmeisterschaften 2021 in Oberstdorf, nahm sie an fünf Rennen teil. Ihre besten Platzierungen dabei waren der 46. Platz im 30-km-Massenstartrennen und der 13. Rang mit der Staffel. Im Sommer 2021 errang sie bei den Rollerski-Weltmeisterschaften 2021 im Val di Fiemme den 16. Platz im Sprint. Ihre besten Resultate bei ihrer ersten Olympiateilnahme bei den Olympischen Winterspielen 2022 in Peking waren der 58. Platz im 30-km-Massenstartrennen und zusammen mit Waljanzina Kaminskaja, Maryna Anzybor und Darja Rublowa der 18. Rang in der Staffel.

## Teilnahmen an Weltmeisterschaften und Olympischen Winterspielen

### Olympische Spiele
- 2022 Peking: 18. Platz Staffel, 58. Platz 30 km Freistil Massenstart, 60. Platz 15 km Skiathlon, 69. Platz Sprint Freistil, 76. Platz 10 km klassisch

### Nordische Skiweltmeisterschaften
- 2019 Seefeld in Tirol: 17. Platz Staffel, 47. Platz 15 km Skiathlon, 70. Platz 10 km klassisch, 74. Platz Sprint Freistil
- 2021 Oberstdorf: 13. Platz Staffel, 46. Platz 30 km klassisch Massenstart, 56. Platz 15 km Skiathlon, 67. Platz Sprint klassisch, 73. Platz 10 km Freistil
- 2023 Planica: 18. Platz Teamsprint Freistil, 48. Platz 15 km Skiathlon, 52. Platz 10 km Freistil, 57. Platz Sprint klassisch
- 2025 Trondheim: 15. Platz Staffel

### Rollerski-Weltmeisterschaften
- 2021 Val di Fiemme: 16. Platz Sprint Freistil

## Siege bei Continental-Cup-Rennen
| Nr. | Datum             | Ort           | Disziplin                        | Serie      |
| --- | ----------------- | ------------- | -------------------------------- | ---------- |
| 1.  | 12. März 2023     | Kremnica      | 10 km klassisch Massenstart      | Slavic-Cup |
| 2.  | 16. Dezember 2023 | Štrbské Pleso | Sprint Freistil                  | Slavic-Cup |
| 3.  | 17. Dezember 2023 | Štrbské Pleso | 7,5 km klassisch Individualstart | Slavic-Cup |